# Saison 7 de Futurama
Chronologie
Saison 6 Saison 8
Cet article présente les épisodes de la septième saison de la série télévisée d'animation américaine Futurama.

## Épisodes
La saison, composée à l'origine de 26 épisodes, qui a été divisée et diffusée en deux parties de treize épisodes chacune aux États-Unis.

### Épisode 1:Paternité robot-rative
- États-Unis : 13 juin 2012 sur Comedy Central
- France : 29 avril 2013 sur NRJ 12

- États-Unis : 1,57 million de téléspectateurs (première diffusion)

Le gag du sous-titre : « Not sure if new episode or just rerun of episode I watched drunk ». Il est accompagné d'une image de Fry (tirée de l'épisode 7 de la saison 2 : Le Moins Mauvais des deux), faisant référence au mème internet de Futurama.
Le titre original de l’épisode se réfère à l’expression familière anglophone « The birds and the bees » (« Les oiseaux et les abeilles »), métaphore pour désigner le rite de passage de l’éducation sexuelle par les parents.
Bien que cela paraisse être sa première fois pour Bender, il a en réalité déjà eu un fils, aperçu (le temps d’une scène comique) dans le deuxième film Le Monstre au milliard de tentacules.

### Épisode 2:Des mains tendues à bras raccourcis
- États-Unis : 20 juin 2012 sur Comedy Central
- France : 29 avril 2013 sur NRJ 12

- États-Unis : 1,65 million de téléspectateurs (première diffusion)

Le gag du sous-titre : « Ask your doctor if Futurama is right for you. ».
Le titre original fait référence à la fois à la finalité de l'épisode et au roman d'Ernest Hemingway, L'Adieu aux armes (A Farewell to Arms). De plus, Arms est une anagramme de Mars.
Cet épisode est une parodie de la théorie de la fin du monde de 2012 mais adapté à la manière de Futurama. En effet, l'épisode se passe en 3012, et cette fin du monde est annoncée par un message des Martiens (les prédictions de la fin du monde en 2012 se basant elles-mêmes sur le calendrier Maya).

### Épisode 3:Retour vers 3012
- États-Unis : 27 juin 2012 sur Comedy Central
- France : 30 avril 2013 sur NRJ 12

- États-Unis : 1,45 million de téléspectateurs (première diffusion)

### Épisode 4:L'affaire est dans le sac
- États-Unis : 4 juillet 2012 sur Comedy Central
- France : 1er mai 2013 sur NRJ 12

- États-Unis : 1,07 million de téléspectateurs (première diffusion)

Le gag du sous-titre : « If this show's a-rockin', don't come a-knockin' ».
Le titre fait référence au film Le Voleur de Bagdad (The Thief of Bagdad).

### Épisode 5:Zapp End
- États-Unis : 11 juillet 2012 sur Comedy Central
- France : 2 mai 2013 sur NRJ 12

- États-Unis : 1,10 million de téléspectateurs (première diffusion)

Le gag du sous-titre : « Cancel / OK ».
La Mos Def Cantina, un bar spatial, fait référence à la Mos Eisley Cantina de Star Wars, reprenant en partie la scène d'introduction du lieu dans le film Star Wars, épisode IV : Un nouvel espoir. Un des robots y apparaissant est inspiré du droïde C-3PO et un sabre laser est utilisé comme queue de billard ainsi que comme bar de pole dance.

### Épisode 6:L'Effet papillon
- États-Unis : 18 juillet 2012 sur Comedy Central
- France : 3 mai 2013 sur NRJ 12

- États-Unis : 1,19 million de téléspectateurs (première diffusion)

Le gag du sous-titre : « Purveyors of entertainment to her majesty the space queen ».
Le titre original fait référence à la fois à l'effet papillon (The butterfly effect) et au film L'Effet papillon de 2004 avec Ashton Kutcher.

### Épisode 7:Le rasta qui valait trois milliards
- États-Unis : 25 juillet 2012 sur Comedy Central
- France : 6 mai 2013 sur NRJ 12

- États-Unis : 1,19 million de téléspectateurs (première diffusion)

Le gag du sous-titre : « This episode worth 250 Futurama points ».
Parmi les pièces robotiques qu'Hermes Conrad se fait poser se trouve un « œil » de Centurion Cylon de la série Battlestar Galactica.

### Épisode 8:La Saucisse de Bender
- États-Unis : 1er août 2012 sur Comedy Central
- France : 7 mai 2013 sur NRJ 12

- États-Unis : 1,01 million de téléspectateurs (première diffusion)

Le gag du sous-titre : « 50% more colors than bargain-brand cartoons ».
Le titre original est une expression utilisée pour qualifier le goût de la saucisse entre les deux pains du hot-dog.

### Épisode 9:Very Bad Trip
- États-Unis : 8 août 2012 sur Comedy Central
- France : 8 mai 2013 sur NRJ 12

- États-Unis : 0,99 million de téléspectateurs (première diffusion)

Le gag du sous-titre : « Warning : do not show to horses ».
Le titre de cet épisode fait référence au film Will Hunting (Good Will Hunting en V. O.) ainsi qu'à Sauvez Willy (Free Willy en V. O.).

### Épisode 10:Il était une fois Farnsworth…
- États-Unis : 15 août 2012 sur Comedy Central
- France : 9 mai 2013 sur NRJ 12

- États-Unis : 1,18 million de téléspectateurs (première diffusion)

Le gag du sous-titre : « There's no bismuth like show bismuth ».
Il y a de nombreuses références aux films Matrix dans cet épisode.
L'étoile de l'agonie (appelée dans la version originale The Near-Death Star) est apparue pour la première fois dans l'épisode 11 de la deuxième saison : Le Clone de Farnsworth.

### Épisode 11:Chasseur mais pas trop
- États-Unis : 22 août 2012 sur Comedy Central
- France : 10 mai 2013 sur NRJ 12

- États-Unis : 1,35 million de téléspectateurs (première diffusion)

Le gag du sous-titre : « Today's episode brought to you by the letter… »
Les divers uniformes testés par l'équipe du Planet Express sont des costumes de science-fiction célèbres : des distilles de Fremen (film Dune de David Lynch) ; une armure de soldat impérial (Star Wars) ; une chemise rouge de Starfleet (Star Trek) ; un uniforme d'hôtesse de l'espace (2001, l'Odyssée de l'espace) ; la tenue de la Barbarella jouée par Jane Fonda (dans le film homonyme). Le Zardoz 2293 essayé par le Professeur est une réplique de la tenue des Brutes exterminateurs (dans le film du même nom, à l'histoire située en l'an 2293).

### Épisode 12:Viva Mars Vegas
- États-Unis : 29 août 2012 sur Comedy Central
- France : 10 mai 2013 sur NRJ 12

- États-Unis : 1,07 million de téléspectateurs (première diffusion)

Le gag du sous-titre : « Made by hand (and tentacle) ».
Un véhicule spatial portant le nom « Binks », en référence aux fourgons blindés de la société Brink's, est piloté par le personnage de Star Wars Jar Jar Binks avec sur le côté un slogan reprenant le style d'expression du personnage.
Au début de l'épisode, il y a des références au film Very Bad Trip.

### Épisode 13:Naturama
- États-Unis : 5 septembre 2012 sur Comedy Central
- France : 13 mai 2013 sur NRJ 12

- États-Unis : 1,36 million de téléspectateurs (première diffusion)

### Épisode 14:Folk en stock
- États-Unis : 12 juin 2013 sur Comedy Central
- France : 23 décembre 2014 sur NRJ 12[2]

- États-Unis : 0,81 million de téléspectateurs[3] (première diffusion)

Le gag du sous-titre : « Any resemblance to actual future is purely coincidental. »
Le prisonnier est transporté dans un bloc de carbonite, ceci est un hommage à Star Wars.
Dans le système de fichiers de son disque local, Bender a conservé en répertoire attitré sa personnalité de pingouin, créée à la suite d'une réinitialisation dans l'épisode L'Évadé de Glace-Catraz.

### Épisode 15:Un monde en 2D
- États-Unis : 19 juin 2013 sur Comedy Central
- France : 22 décembre 2014[2] sur NRJ 12

- États-Unis : 1,4 million de téléspectateurs[3] (première diffusion)

### Épisode 16:T., l'extra terrestre
- États-Unis : 26 juin 2013 sur Comedy Central
- France : 22 décembre 2014 sur NRJ 12[2]

- États-Unis : 1,02 million de téléspectateurs[3] (première diffusion)

Le gag du sous-titre : « One of the 7⁷ Wonders of the Future World »
Le titre original est une référence au film E.T. l'extra-terrestre (E.T. the Extra-Terrestrial).
Une référence aux Simpson est faite avec la présence de Blinky, le fameux poisson à trois yeux, dans la chambre de Jrrr.

### Épisode 17:Le Fry et Leela Show
- États-Unis : 3 juillet 2013 sur Comedy Central
- France : 22 décembre 2014 sur NRJ 12[2]

- États-Unis : 1,49 million de téléspectateurs[3] (première diffusion)

Le gag du sous-titre : « Watch it or die trying. »
Fry et Leela sont observés sans être conscients à la manière du film The Truman Show.
La société des singes évolués rappelle ceux de La Planète des singes.

### Épisode 18:La Torche inhumaine
- États-Unis : 10 juillet 2013 sur Comedy Central
- France : 24 décembre 2014 sur NRJ 12[2]

- États-Unis : 1,43 million de téléspectateurs[3] (première diffusion)

Le gag du sous-titre : « As seen at the 1939 world's fair. »

### Épisode 19:Futurama et ses amis
- États-Unis : 17 juillet 2013 sur Comedy Central
- France : 25 décembre 2014 sur NRJ 12[2]

- États-Unis : 1,13 million de téléspectateurs[3] (première diffusion)

Le gag du sous-titre : « Brought to you by regretto permament clown makeup. »
Les trois segments de mise en abyme télévisuelle parodient respectivement un épisode type des dessins animés Scooby-Doo, Charlotte aux fraises et G.I. Joe.
L’acteur George Takei fait une apparition dans le premier segment.

### Épisode 20:Résurrection
- États-Unis : 24 juillet 2013 sur Comedy Central
- France : 26 décembre 2014 sur NRJ 12[2]

- États-Unis : 1,23 million de téléspectateurs[3] (première diffusion)

Le gag du sous-titre : « The only show broadcast at the speed of light. »
Les distributeurs de bonbons à l'effigie de Calculon rappellent ceux de la marque PEZ.
Les matraques des policiers (déjà vus dans l'épisode 1 de la première saison) sont un autre hommage aux sabres laser de Star Wars.

### Épisode 21:Un seul cul vous manque
- États-Unis : 31 juillet 2013 sur Comedy Central
- France : 29 décembre 2014 sur NRJ 12[2]

- États-Unis : 1,19 million de téléspectateurs[3] (première diffusion)

Le gag du sous-titre : « Featuring a new invisible character who doesn't speak. »
Le pot de miel dans lequel Fry se coince la tête est le même que celui de Winnie l'ourson. Il est possible de le reconnaître grâce à l'inscription « Hunny », qui est une autre orthographe du mot « honey » en anglais se traduisant par miel.
Dans la casse de pièces pour robot, on peut voir suspendu à gauche la tête du Géant de fer.

### Épisode 22:Leela et le Haricot géant
- États-Unis : 7 août 2013 sur Comedy Central
- France : 30 décembre 2014 sur NRJ 12[2]

- États-Unis : 1,36 million de téléspectateurs[3] (première diffusion)

Le gag du sous-titre : « Spoiler alert: Robots and whatnot. »
Le titre et l’histoire de l’épisode font référence au conte populaire anglais Jack et le Haricot magique.
L’idée de Leela de lancer du haut de sa tour ses tentacules à Fry pour qu’il puisse l’escalader et la rejoindre, renvoie à un autre conte populaire (cette fois allemand), Raiponce avec le personnage-titre et sa très longue chevelure.
Les deux prisonniers aux fers croisés en bas des escaliers sont Finn et Jake, protagonistes d’Adventure Time.
« Momsanto », le laboratoire transgénique éthiquement douteux de M’mam, est une parodie de Monsanto.

### Épisode 23:On connaît la chanson
- États-Unis : 14 août 2013 sur Comedy Central
- France : 31 décembre 2014 sur NRJ 12[2]

- États-Unis : 1,07 million de téléspectateurs[3] (première diffusion)

Le gag du sous-titre : « If unable to see this message, turn on Futurama now. »
La consonance du titre ressemble beaucoup à Game of Thrones bien qu'il n'y ait aucun rapport entre cet épisode et l'œuvre de George R. R. Martin.
Le vaisseau et le son étrange font référence au film Rencontres du troisième type.
Hermes Conrad utilise l'application Shazam sur son téléphone.
La façon dont tout le monde rejoint Fry dans son rêve fait référence au film Inception.

### Épisode 24:Question de confiance
- États-Unis : 21 août 2013 sur Comedy Central
- France : 1er janvier 2015 sur NRJ 12[2]

- États-Unis : 1,04 million de téléspectateurs[3] (première diffusion)

Le gag du sous-titre : « 
1. 1 Rated show in universe 3. »

- La trame de l'histoire fait référence à deux films classiques de la science-fiction horrifique : Alien, le huitième passager et The Thing.

### Épisode 25:Puanteur et Deca-danse
- États-Unis : 28 août 2013 sur Comedy Central
- France : 2 janvier 2015 sur NRJ 12[2]

- États-Unis : 1,40 million de téléspectateurs[3] (première diffusion)

Le gag du sous-titre : « Not The Episode With The Dead Dog » (« Ne pas confondre avec l’épisode du chien mort »)
- Le sous-titre de l’épisode fait allusion à Ceux qui m'aiment prendront le chien et Seymour, le chien fossilisé de Fry.
- Le personnage du robot surineur psychotique Roberto, exécuté et censé être mort depuis Le rasta qui valait trois milliards, fait sa réapparition bien vivante dans cet épisode pour des raisons inexpliquées.
- À la fin de l’épisode en version française, Marianne appelle Zoidberg « Bender ».

### Épisode 26:En attendant…
- États-Unis : 4 septembre 2013 sur Comedy Central
- France : 2 janvier 2015 sur NRJ 12[2]

- États-Unis : 2,21 millions de téléspectateurs[3] (première diffusion)

Le gag du sous-titre : « Avenge us » (« Vengez-nous »)
Le sous-titre de l’épisode fait allusion à la nouvelle annulation de la série, précédant un second hiatus (de dix ans cette fois) avant son relancement.
Une référence au film Le Voyage dans la Lune (1902) de Georges Méliès est faite, lorsque Bender projette sa bouteille de bière dans l’œil de l'homme à la tête en forme de Lune.
Le Vampire State Building de New New York (géré par de véritables vampires) parodie l’Empire State Building du vieux New York.
- Le dernier geste de Bender dans l’épisode, même s’il est destiné à son meilleur ami Fry, est un geste altruiste envers un Humain.